# Trisephena zestreya
Trisephena zestreya är en insektsart som beskrevs av Medler 1990. Trisephena zestreya ingår i släktet Trisephena och familjen Flatidae. Inga underarter finns listade i Catalogue of Life.